# Central York
Central York est une communauté rurale du Nouveau-Brunswick, située dans le territoire de la commission de services régionaux 11, au centre de la province. La municipalité a été constituée le 1er janvier 2023, par la fusion du district de services locaux (DSL) de Keswick Ridge et des parties des DSL de la paroisse de Bright, de la paroisse de Douglas, d'Estey's Bridge, de la paroisse de Kingsclear et de la paroisse de Queensbury.